# Ero Jack Mortimer

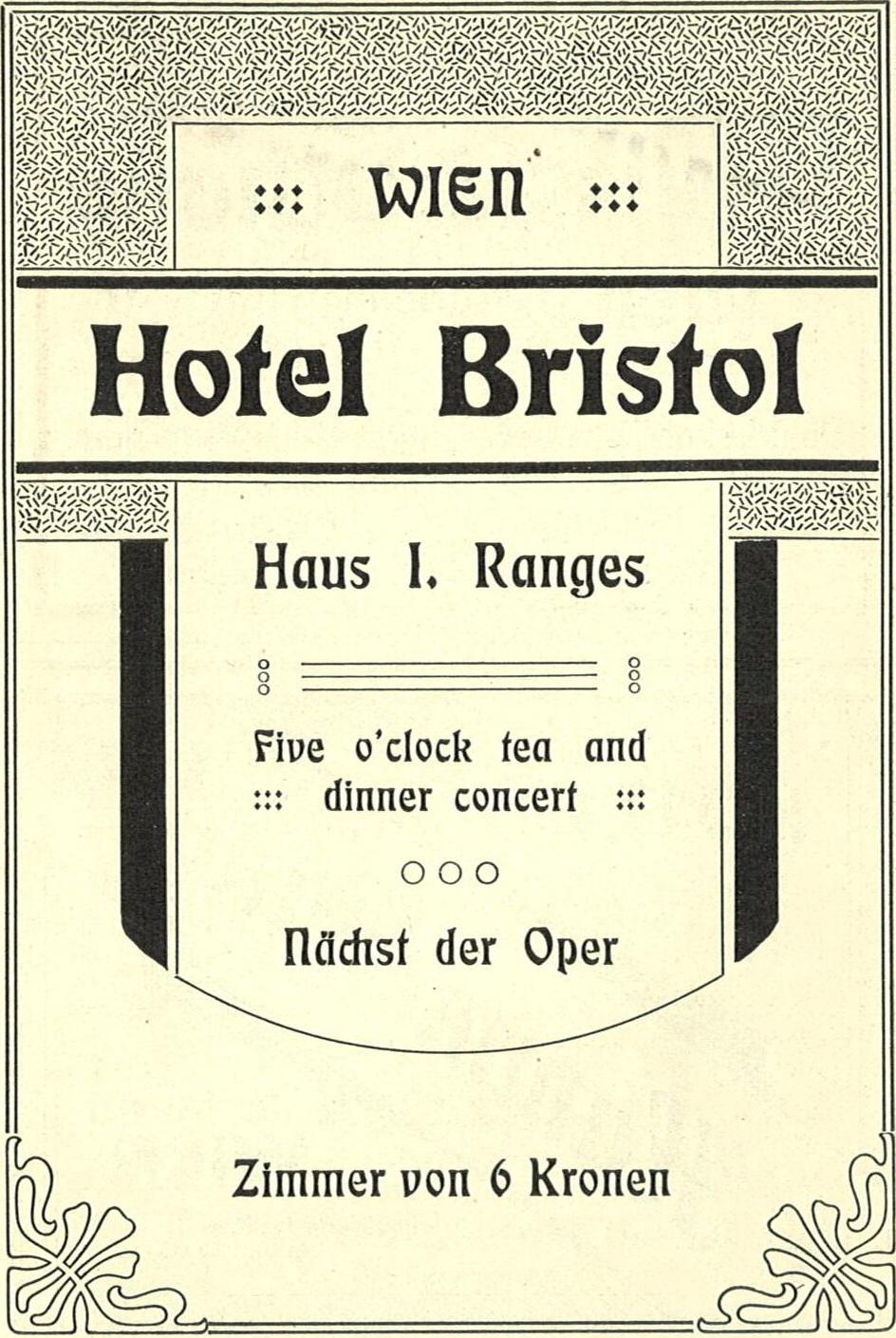
Locandina dell'Hotel Bristol di Vienna dove alloggia Jack Mortimer - 1906

Ero Jack Mortimer (Ich war Jack Mortimer) è un romanzo del 1933, dello scrittore viennese Alexander Lernet-Holenia.

## Trama

### Un incontro in Prinz Eugen-Strasse
Siamo nell'autunno del 1930, Ferdinand Sponer ha trent'anni, una fidanzata, Marie Fiala, che lo ama, un lavoro da tassista nel centro di Vienna. Il padre era capitano di fanteria, morto lasciandolo privo di mezzi sufficienti per tenerlo lontano dalle stanze "in cui ristagna un odore greve di cibo e di stantio", dove è costretto a vivere. Ma il giovane ha anche qualche freccia al suo arco: ha studiato un anno alla scuola dei cadetti dell'Imperial regio Esercito austro-ungarico, è alto, ha "occhi blu scuro che tendono al nero", è abbastanza incosciente da innamorarsi a prima vista della contessina Marisabelle von Raschitz - così chiamata dal nome dell'arciduchessa Maria Isabella, e nipote dei conti Dünewald - dopo che questa, "con fare seducente aveva appoggiato un piede al predellino" del suo taxi nella Prinz Eugen-Strasse. Marisabelle ha "grandi occhi grigi, sotto l'orlo di una veletta e le spalle cinte da una stola di volpe", ma soprattutto il fascino di tutto ciò che, essendogli superiore, gli è interdetto: "Giacché un essere umano non è un pezzo di carne che se ne va in giro, mangia, beve, dorme e muore, un essere umano è ciò che è nella mente di quelli che ama o odia, comanda, offende, seduce, turba, possiede e tormenta".

### Marie, l'amante di una vita
Marie Fiala, l'amante di sempre, gli ha già concesso tutto quello che poteva: "Si conoscevano troppo bene e ormai non avevano niente da dirsi. Lei in realtà lo amava e avrebbe avuto tantissime cose da raccontargli, ma non si può parlare a qualcuno che non ha più niente da dire. Anche lui, a onor del vero, la amava ancora, ma se ne era dimenticato. È la fine di un amore, quando un amore non riesce a finire". Così decide di seguire Marisabelle e di cercare di parlarle. Ci riesce un paio di volte fermandola per strada. Ha scoperto il suo indirizzo. Quando vi si reca, il fratello di lei, che l'accompagna, lo scaccia come un cane. Ferdinand non può far altro che subire e andarsene.

### Jack Mortimer
Jack Mortimer è un cittadino americano, nato a Chicago il 12 novembre 1899, celibe, viso ovale, occhi grigi, capelli castani - come Ferdinand scoprirà controllando il suo passaporto. Lo preleva alla stazione Westbahnhof, in una sera di pioggia. Ed è subito morto. Infatti, mentre lo sta accompagnando in taxi all'Hotel Bristol, dove vorrebbe alloggiare ed è probabilmente atteso, Jack Mortimer viene ucciso con tre colpi di pistola, esplosi in mezzo al traffico, da uno sconosciuto che si allontana senza farsi vedere. Da questo momento, il piano della vita di Ferdinand si inclina vertiginosamente. Quando scopre di avere un cadavere sul sedile posteriore e la macchina imbrattata di sangue, Ferdinand perde la testa. Pensa che lo accuseranno dell'omicidio. Si presenta al commissariato ma poi cambia idea.

### Il cadavere nel Danubio
Decide di aspettare la notte e - da una banchina abbandonata, sul Danubio - butta il corpo di Jack nel grande fiume, "che se lo porti in Ungheria". "Chi può sospettare d'altronde come l'orrore si annidi nella quotidianità, così vicino da poterlo toccare, invece che nei suburbi, nelle discariche, sotto i ponti, dove viene esiliato per una sorta di idea romantica e dove, in qualche misura, gli viene concesso il diritto di esistere? Chi sa, senza averlo provato in prima persona, che esso si compie tanto nella propria cerchia ristretta quanto altrove, forse dietro le finestre del vicino, dietro la porta della stanza accanto, nell'animo delle persone che ti sfiorano per strada, ovunque? Chi sa che il destino dell'orrore è quello di restare segreto, al riparo da ogni confessione? Che esso, nella maggior parte dei casi, è di natura privata: coloro che ne sono coinvolti tacciono come congiurati, e solo un caso fortuito può portarlo alla luce. Chi è consapevole di tutte le mostruosità che accadono? La polizia meno di tutti".

### Una decisione imprevedibile
Liberatosi del cadavere, Ferdinand lava la macchina alla meglio e si dirige verso casa, portando con sé le valigie di Mortimer. Quando arriva alla sua stanza, pensa che - se nessuno vedrà Mortimer al Bristol, dove lo aspettano per la sera - lo faranno cercare, e presto verrà identificata la macchina su cui è salito alla stazione. Decide di prenderne il posto, arriva all'albergo con gli abiti e il passaporto di Mortimer. Effettivamente è atteso, viene accompagnato alla sua stanza, servito e riverito da camerieri e fattorini. Entra nella mente dell'altro, o permette all'altro di entrare nella sua, perché nulla muore: "Cancellare dal mondo la sua morte era stata questione di poche ore. Disfarsi della vita di Mortimer, pereva all'improvviso un'impresa di cui non si vedeva la fine". Irrompe nella stanza di Ferdinand una donna: è Winifred, amante di Mortimer che in un parossismo isterico - riconosciute le valigie di Jack - lo accusa di averlo ucciso.

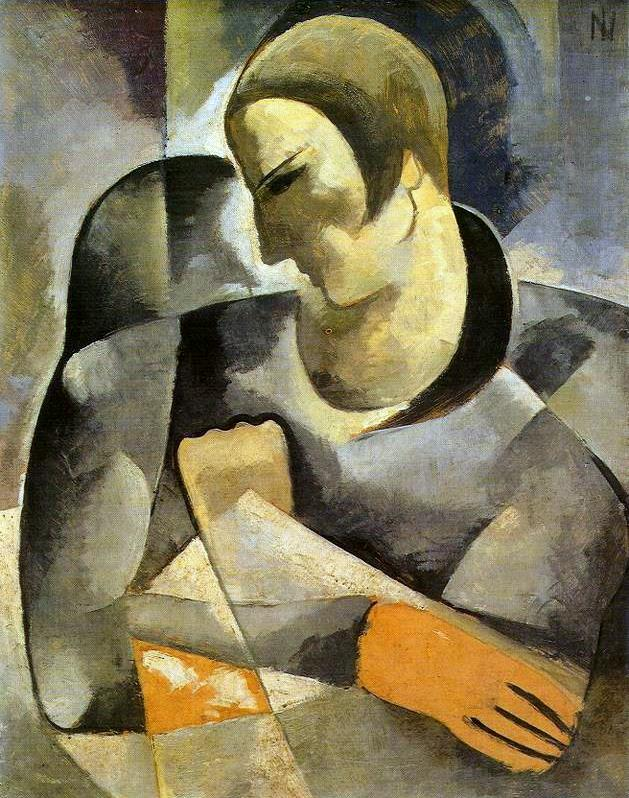
Ismael Nery - 1930

### Montemayor, un charro di successo
La scena cambia improvvisamente: siamo in Nuovo Messico, Stati Uniti del sud. Un charro, con altri mandriani canta una serenata alla bella Consuelo, che gli getta un fiore dalla terrazza: è Jose' Montemayor, forse pronipote di quel Montemayor che fu il boia di Massimiliano d'Austria, Imperatore del Messico per breve tempo. Jose' ha il dono del canto, dal Nuovo Messico approda a New York e da qui a Parigi il passo è breve. Le sue canzoni fanno il giro del mondo. Fama, ricchezza e belle donne lo seguono. Ma lo segue anche Jack Mortimer, banchiere legato ai Gangster di Chicago, che ha una predilezione per le amanti di Montemayor. Consuelo è stata subito sua, Winifred, ora sposata con Montemayor, presto si è innamorata di lui. Per questo Mortimer ha seguito la coppia a Vienna. E infatti Montemayor - che aveva pedinato la moglie fino all'albergo - fa irruzione nella stanza di Ferdinand. Questi scappa, chiudendoli dentro.

### Fuggire in Slavonia
Ora capisce quanto fosse assurdo il suo piano. E comunque, una volta scoperto da Montemayor, non potrà più spacciarsi per Mortimer. Ferdinand quindi va dalla fidanzata Marie e le chiede di recarsi a casa sua, per prendere qualche abito e i soldi che sono nel cassetto del tavolo. Fuggiranno in Slavonia. Marie non chiede di più, si reca a casa di Ferdinand ma qui trova la polizia che lo sta cercando. Corre per ore, finché riesce a seminare i poliziotti, sottraendosi alla cattura. Ferdinand che l'aspettava a casa di lei, non vedendola tornare, pensa che sia stata arrestata e cade in preda alla disperazione: "Ormai non era più Jack Mortimer, e nemmeno Spooner l'autista. Non era più nessuno".

### La contessina si concede
Vaga per le strade di Vienna, è notte fonda, giunge di fronte al palazzo della contessina Mariasabelle e decide di tentare l'impossibile: si fa aprire da una cameriera che sveglia la ragazza. Marisabelle, assonnata, viene alla porta e - vedendo Ferdinand sconvolto - lo guida di sopra, in un appartamento disabitato. "Non era più l'uomo invaghito di lei che l'aveva abbordata per strada ... Era solo un uomo, che il giorno dopo sarebbe stato assicurato alla giustizia e che si trovava ora davanti a lei per un motivo... davanti a un simile uomo, che le si avvicinava adorno della terribile aura del crimine, tutto in lei cedette: ritegno, decoro, educazione, classe". Marisabelle gli si concede.

### Una strana scena
Ferdinand, alle prime luci del mattino, ormai anestetizzato dalle tante emozioni, decide di costituirsi, lascia la donna addormentata e torna al Bristol. Qui lo attende una strana scena. Di fronte alla porta della stanza in cui aveva chiuso Montemayor e la moglie Winifred, trova una folla di reporter e poliziotti. Winifred, come una diva sotto i riflettori, sta raccontando la storia del suo amore per Mortimer e spiega che il marito le ha confessato di averlo ucciso sulla macchina di Ferdinand, per gelosia, con tre colpi di arma da fuoco. Per questo lei ha ucciso Montemayor, che effettivamente giace disteso, sul tappeto vicino al letto.

### Ero Jack Mortimer. Ma sono cambiato
Ferdinand è scagionato, dovrà rispondere tutt'al più di occultamento di cadavere. Lascia l'albergo senza che nessuno lo noti, si reca al palazzo di Marisabelle. La sveglia, le racconta l'epilogo incredibilmente fortunato della vicenda, si aspetta che lei condivida la sua gioia. Ma la donna lo respinge, indignata, gli chiede come si permette di presentarsi in pieno giorno, in casa sua? Non si rende conto che la sta compromettendo? La scorsa notte si era concessa perché lo credeva perduto. Ma adesso cosa pensava? Che si sarebbero fidanzati? Ferdinand si dispera ma poi è costretto a capire. Se ne deve andare e la ringrazia lo stesso, per la notte passata con lui: "Ho dimenticato che avrei dovuto dimenticare". Torna da Marie che lo aspetta, con la busta dei soldi prelevati a casa. Tanta fedeltà lo commuove: "Ma cosa hai fatto?" chiese lei, tra i singhiozzi. Lui la baciò. "Forse non capirai" disse. "Ero solo in cerca della strada che porta a te. Ero Jack Mortimer".

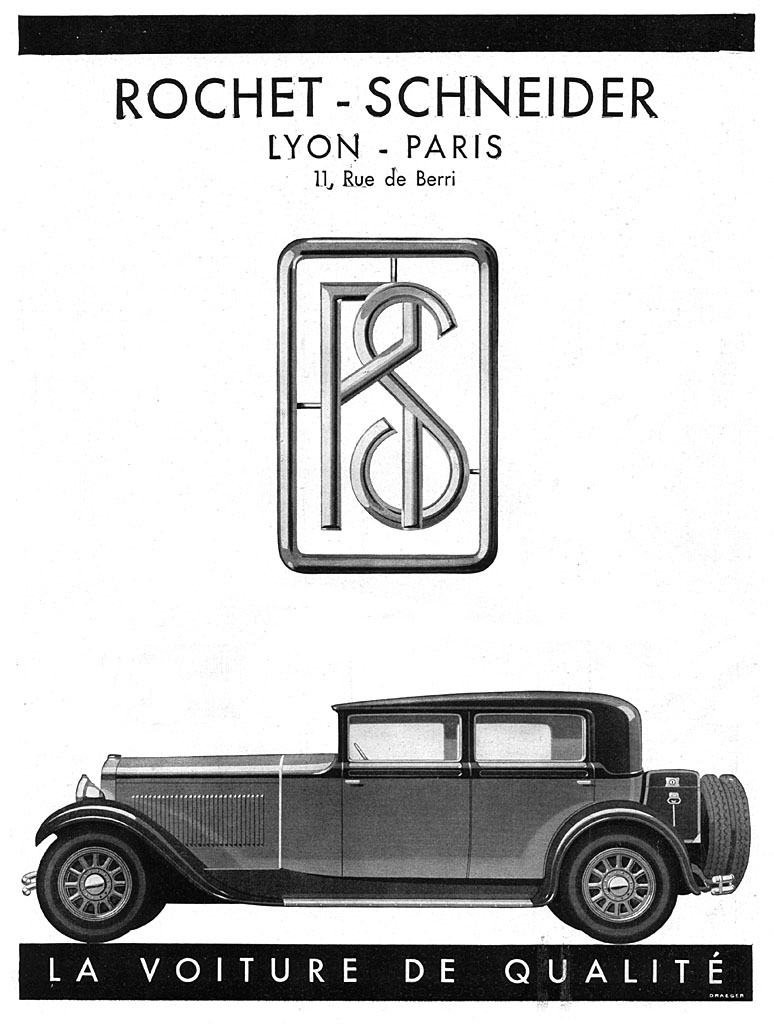
Pubblicità delle automobili Rochet-Schneider - 1930

## Recensioni
- Lernet-Holenia «si muove con l'eleganza di un topo d'albergo in abito da sera, che vuol fare un colpo». Gottfried Benn
- L'amore e la morte quindi, come sempre, ma che corrono paralleli in un gioco narrativo di grande grazia e finezza letteraria, inseguendo il mistero dell'identità e della morte di Jack Mortimer, di cui Sponer finira' persino per vestire i panni, senza saper che questi, all'Hotel Bristol, era atteso da un'amante con marito geloso. E chi è poi l'ex charro, un mandriano a cavallo del sud ovest degli Stati Uniti, Jose' Montemayor, diventato cantautore di fama internazionale, che gira il mondo duettando con l'amata Consuelo dalla voce d'angelo, ma capace di ferirlo in profondo nel cuore? La capacità di Lernet-Holenia di inanellare situazioni e storie, di scrivere un giallo ricco di sentimento e che ci fa passare di sorpresa in sorpresa è strabiliante e lega il lettore sino all'ultima pagina che si apre alla speranza, perché'le vie dell'amore sono infinite, ma passano spesso per la disperazione, che aiuta a capire qualcosa di noi stessi e della nostra vita. Paolo Petroni, Ansa
- Ero Jack Mortimer si svolge all'insegna dell'imprevedibilità. Prima di tutto: chi è Jack Mortimer? Un americano. Un gangster che arriva a Vienna e prende un taxi per andare in un albergo dove qualcuno lo aspetta. Ma tutto questo lo sappiamo "dopo". Dopo che Ferdinand Sponer, il giovane autista che al Westbahnhof di Vienna ha fatto salire quel cliente dall'identità sconosciuta, a un certo punto, voltandosi verso di lui, si accorge che qualcuno lo ha ammazzato. Per essere esatti, gli hanno sparato. Il povero Spooner già deve vedersela con un sacco di problemi - da quello quotidiano di una decente sopravvivenza a quello, esploso all'improvviso, di un travolgente innamoramento per una fanciulla troppo bella, troppo aristocratica e troppo ricca per lui. Alexander Lernet-Holenia, l'Austria felix di quel giallista un po' anarca di Mario Bernardi Guardi - 01/11/2010
- Il precipitare degli eventi allora, arrivati già in gran corsa fino all'orlo di quel precipizio, ha un ritmo talmente incalzante e fatale che il lettore, dovesse abbandonare per un attimo il libro pubblicato da Alexander Lernet-Holenia nel 1933, continua a vedersi scorrere davanti agli occhi le sue scene: proiettate nella visione di un incubo ben congegnato o nelle sequenze di un film in bianco e nero anni quaranta. Il mix prodigioso, malioso e davvero avvincente tra atmosfere vecchia Vienna da mondo di ieri e old America da sparatorie e gangster è messo a punto dallo scrittore. Il Foglio
- Non è certo un caso che da Ero Jack Mortimer siano stati tratti due film, la scrittura è sempre brillante e regge gli intrecci e i colpi di scena che si susseguono ed animano il racconto. Fanno da contrappunto al panorama, ad un tempo affollato e desolante, del contesto sociale, le riflessioni impietose del protagonista e del narratore. Sergio Gambini
- Nel suo celebre saggio "Il mito absburgico nella letteratura austriaca moderna", Claudio Magris parla di Alexander Lernet-Holenia come di «un autore dalla penna facile e disinvolta», che «cerca di ringiovanire agilmente e di infondere un sapore moderno ai vecchi modi del barocco austriaco» Claudio Magris - Il mito absburgico nella letteratura austriaca moderna
- Un sentore che la residua grazia del vivere (quella di una "felix Austria" che se ne va con dolente eleganza) alleggerisce: anche se la stanchezza, il senso del vuoto, una malinconia che non riesce a liberarsi neppure nelle lacrime sono sintomi di un "male" che sta dilagando[8].

## Adattamenti cinematografici
- La grande colpa (Ich war Jack Mortimer), regia di Carl Froelich (1935)

## Edizioni
- Alexander Lernet-Holenia, Ero Jack Mortimer, traduzione di Margherita Belardetti, Biblioteca Adelphi 561, Adelphi, 2010, 2ª ediz.,  p. 171, ISBN 978-88-459-2510-8.